# Aluvión de Buill
El aluvión de Buill fue un desastre natural ocurrido en el sur de Chile la noche del 3 de mayo de 2002 en la localidad del mismo nombre, ubicada en la Región de Los Lagos, aproximadamente a 100 km al norte de Chaitén. Como consecuencia del alud, murieron cinco personas y desaparecieron otras siete, cuyos restos nunca fueron encontrados.

## Antecedentes
Buill es una pequeña localidad costera ubicada en la zona occidental de la península de Comau, comuna de Chaitén, a la cual solo se puede acceder por mar o aire. A comienzos de la década del 2000 se encontraba habitada por cerca de 80 familias —dedicadas en su mayoría a la pesca artesanal y a la agricultura de subsistencia— en viviendas dispersas en el sector.
Durante abril de 2002 había llovido casi todo ese mes; en los primeros días de mayo solo en la ciudad de Chaitén se habían registrado 122 mm de precipitaciones en las 48 horas previas a la tragedia, mientras que en sectores de Cochamó, Hualaihué y Palena había cortes de ruta o anegamientos producto de las intensas lluvias.

## Aluvión
Alrededor de las 19:45 horas del viernes 3 de mayo, bajo una intensa lluvia, vecinos del sector Punta Gruesa, localizado 4 km al sur de la caleta, sintieron un fuerte temblor. Minutos después, se dieron cuenta del deslizamiento de tierra, producido 2 km más arriba y con un ancho aproximado de 800 m, el cual sepultó a dos casas del lugar bajo 15 m de lodo, rocas y árboles.

### Víctimas
Hubo doce víctimas, pertenecientes a dos familias:
| - Osvaldo Catín Pérez (40 años) - Rosa Catín Oyarzo (28) - Martín Catín Catín (9) - Bastián Catín Catín (7) - Javiera Catín Catín (3) - Patricia Catín Vivar (5, sobrina de dueños de casa) | - Víctor Catín Cárcamo (55) - Sacastina Muñoz (48) - Vilma Catín Muñoz (27) - Vladimir Catín Muñoz (22) - Leopoldo Catín Muñoz (21) - Pablo Ruiz Catín (8, nieto de dueños de casa) |

El cuerpo de Osvaldo Catín fue encontrado en las primeras horas luego de ocurrida la tragedia. Según familiares, la tarde del viernes 3 Osvaldo había ido a su casa a saludar. Quince minutos después de que se retirara, sintieron un fuerte temblor, por lo que asumieron que no alcanzó a entrar a su casa cuando ocurrió el aluvión.
Al día siguiente arribaron equipos de rescate de Bomberos, Carabineros y el Ejército de Chile —posteriormente se sumaría la Armada de Chile— para ayudar en las labores de búsqueda, y el presidente Ricardo Lagos manifestó su tristeza y preocupación por la tragedia. También se evacuaron a otras 23 personas ante el riesgo de nuevos aluviones. Los restos de Rosa Catín y sus hijos Martín, Bastián y Javiera fueron encontrados la mañana del domingo 5. Los funerales de la familia se realizaron  al día siguiente, en una ceremonia que contó con la presencia de habitantes de toda la península, y de autoridades como el intendente regional Patricio Vallespín, el gobernador de la provincia de Palena Tomás Sánchez, el alcalde de Chaitén José Miguel Fritis y el diputado Gabriel Ascencio.
Cinco días después del aluvión, equipos de rescate —con la ayuda de una máquina retroexcavadora— hallaron los primeros elementos de la segunda vivienda sepultada, sin embargo, a pesar de los esfuerzos —más de 100 personas, entre uniformados y vecinos participaron en las labores—, los restos de la familia Catín-Muñoz nunca fueron encontrados. La búsqueda oficial terminó el 15 de mayo, y por parte de familiares y vecinos once días después.

### Consecuencias
Como resultado de la tragedia, el Gobierno trasladó a más de una treintena de familias del sector de Punta Gruesa a caleta Buill, al igual que la escuela que existía en el lugar. Asimismo, anunció la reposición de la posta rural de Buill y la construcción de una rampa.